# Tricyclea somereni
Tricyclea somereni är en tvåvingeart som först beskrevs av Malloch 1929.  Tricyclea somereni ingår i släktet Tricyclea och familjen spyflugor.
Artens utbredningsområde är Kenya. Inga underarter finns listade i Catalogue of Life.